# Guillonville
Guillonville ist eine französische Gemeinde mit 463 Einwohnern (Stand: 1. Januar 2022) im Département Eure-et-Loir in der Region Centre-Val de Loire. Sie gehört zum Arrondissement Châteaudun und ist Mitglied im Gemeindeverband Communauté de communes Cœur de Beauce. Die Einwohner werden Guillonvillois und Guillonvilloises genannt.

## Geographie
Guillonville liegt etwa 28 Kilometer nordwestlich von Orléans. Umgeben wird Guillonville von Nachbargemeinden Cormainville im Nordwesten und Norden, Courbehaye im Norden, Orgères-en-Beauce im Norden und Nordosten, Loigny-la-Bataille im Nordosten und Osten, Terminiers im Osten, Patay im Südosten, Villeneuve-sur-Conie im Süden, Péronville im Südwesten sowie Bazoches-en-Dunois im Westen.

## Bevölkerungsentwicklung
| Jahr                       | 1962 | 1968 | 1975 | 1982 | 1990 | 1999 | 2006 | 2013 | 2020 |
| Einwohner                  | 600  | 502  | 463  | 487  | 434  | 419  | 456  | 439  | 459  |
| Quellen: Cassini und INSEE |      |      |      |      |      |      |      |      |      |

## Sehenswürdigkeiten
- Kirche Saint-Pierre
- protestantische Kirche von 1884 in Gaubert

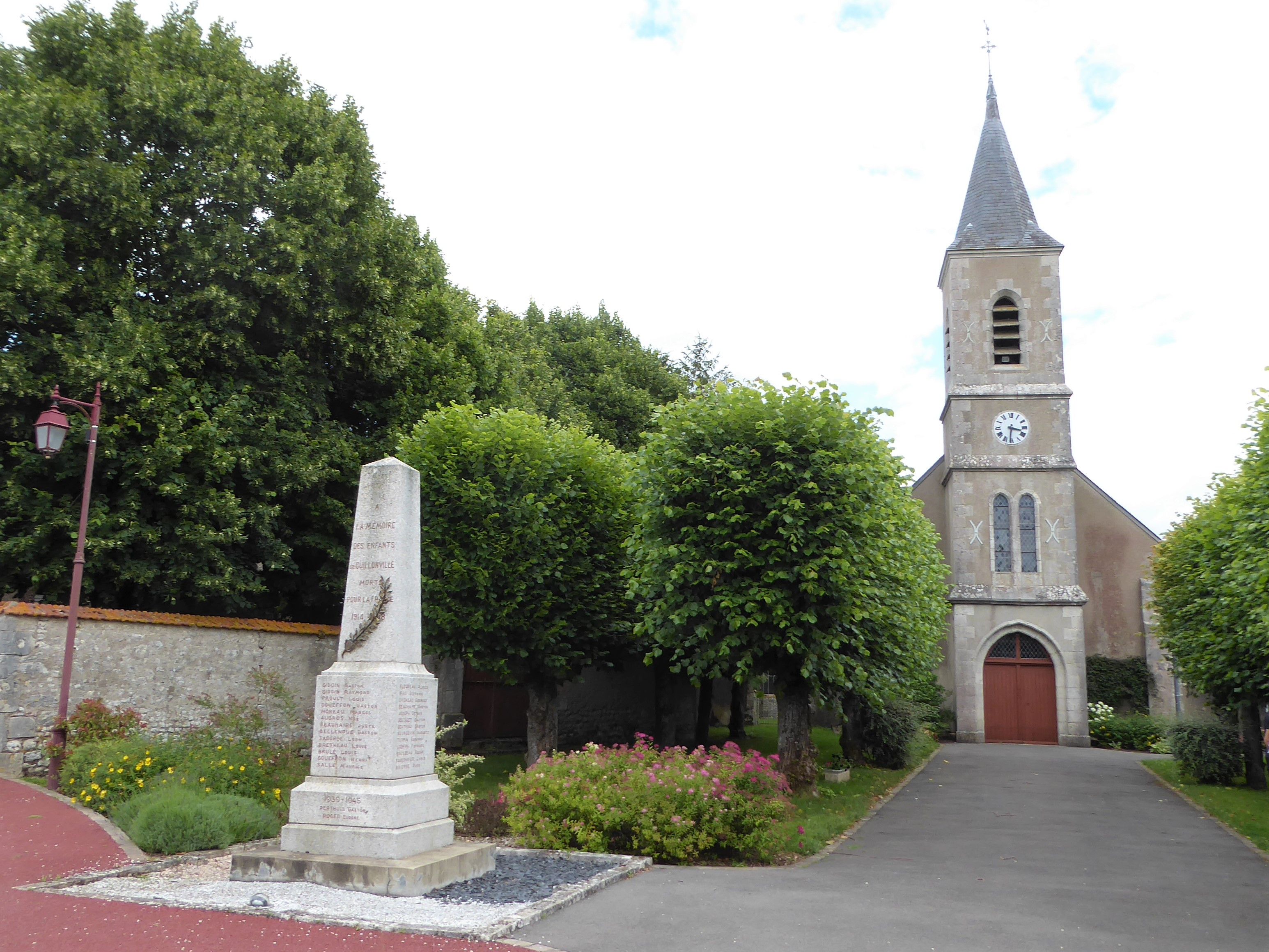
Kirche Saint-Pierre und Gefallenendenkmal
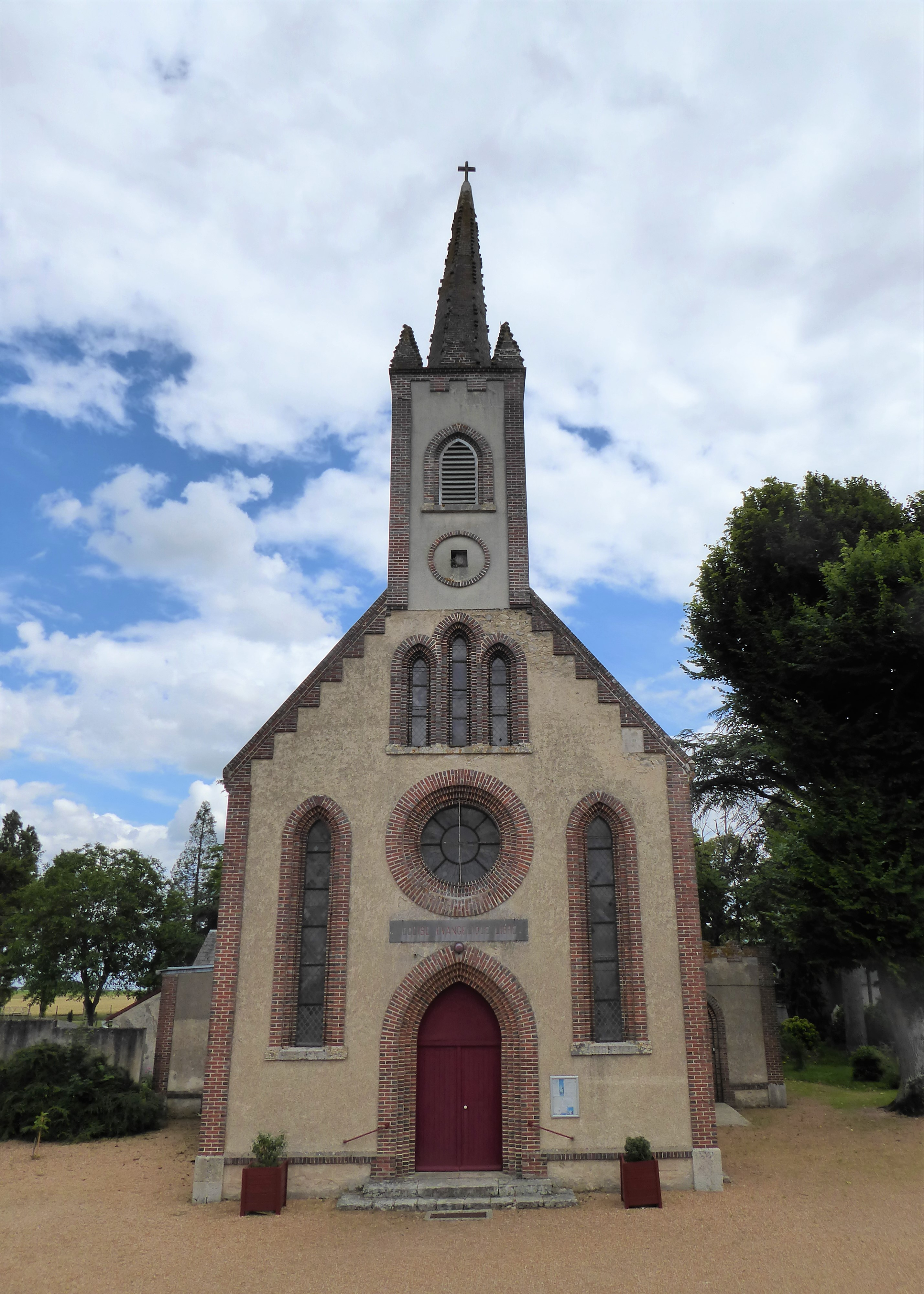
Protestantische Kirche in Gaubert